# Équipe de Belgique de football en 1919
Maillots
Chronologie
Saison précédente Saison suivante
L'équipe de Belgique de football dispute en 1919 un match contre la sélection française qui s'achève sur un score nul. Après quatre années de guerre et les nombreuses pertes humaines, l'équipe nationale est bien différente de sa version 1914. Néanmoins, l'organisation de matchs voire de tournois - comme le célèbre Challenge Kentish - entre les soldats alliés permet de mettre sur pied une nouvelle équipe une fois les combats terminés.

## Résumé de la saison

### Période de la guerre mondiale

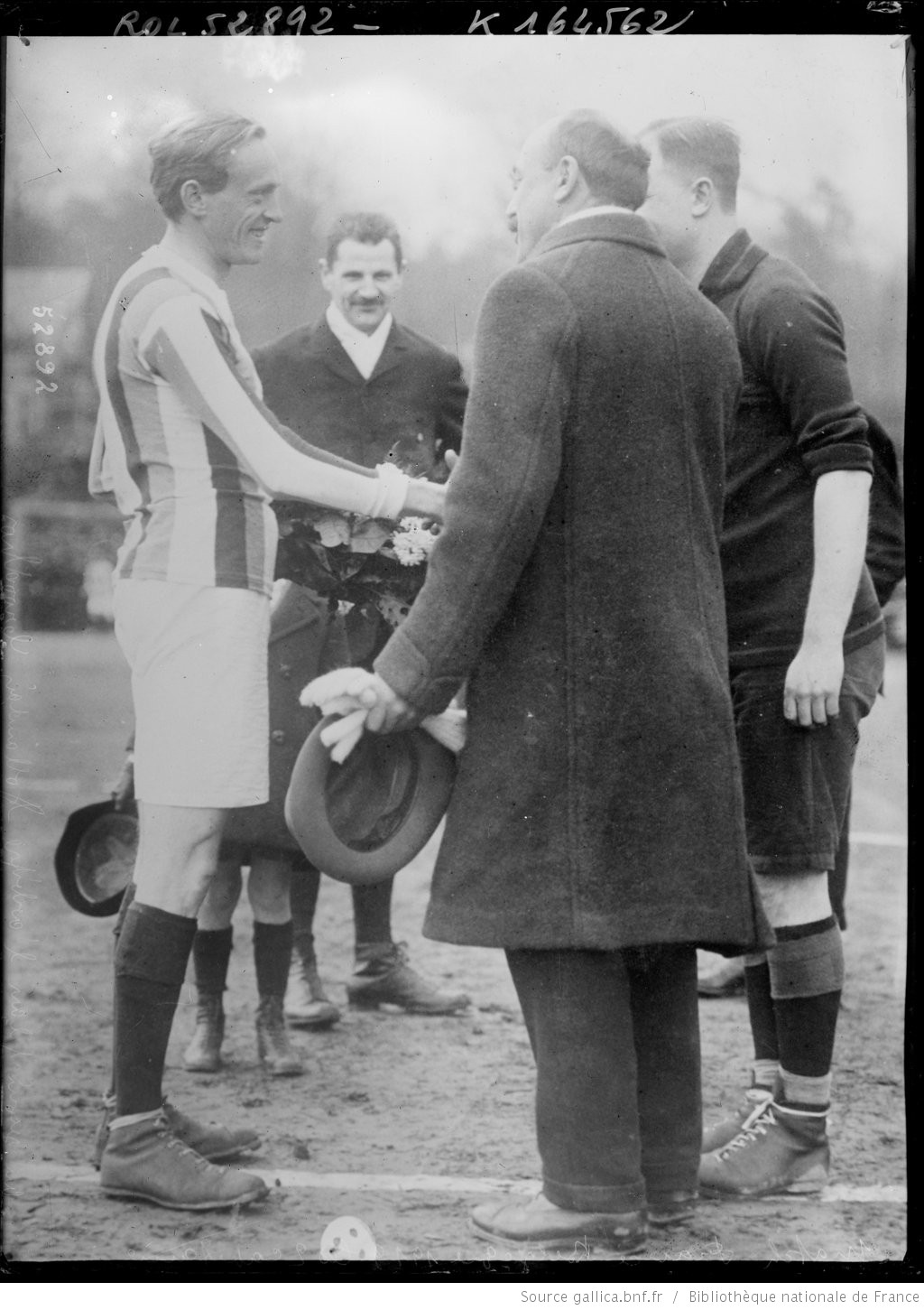
La poignée de main entre les 2 capitaines, Gabriel Hanot et Georges Hebdin, avant la rencontre Belgique-France, le 9 mars 1919 à Uccle; au second plan l'arbitre hollandais Christiaan Groothoff.

Si les compétitions internationales furent stoppées par le conflit planétaire, celui-ci n'arrêta pas pour autant la pratique du football. Il connut même un essor étonnant sur tout le continent, et en particulier pour la Belgique. De nombreux matchs furent organisés pour trouver des recettes destinées à soulager les militaires présents sur le front et surtout pour distraire et soutenir moralement les troupes. Le Roi Albert Ier fit d'ailleurs personnellement don de cinq cents paires de chaussures de football aux armées. Si l'équipe nationale ne se produisait plus, paradoxalement, les rencontres internationales, toutefois officieuses bien entendu, ne furent sans doute jamais aussi nombreuses et les « footballeurs » belges remportèrent quasiment toutes les rencontres qu'ils disputèrent, principalement face à des adversaires anglais et français, même si la première opposition face aux Britanniques, le 25 décembre 1915 à Rouen, se solde par un revers (4-1).
Eric Thornton, ancien gardien de but du Léopold et international belge, était devenu un grand mécène du sport en Belgique qui, entre autres, organisa et finança la plupart des explications franco-belges. Les Belges se sont ainsi imposés à Paris,,,, à Saint-Ouen,, à Beauregard, au Havre mais également à Celtic Park contre l'Écosse; à Goodison Park devant l'Angleterre; aux arènes de Milan ou encore à Modène face à l'Italie. On vit même les Belges battre une formation anglo-canadienne (7-0) au Tréport, mais les plus originales de ces victoires furent certainement celles qui virent, sur le front de l'Est, la formation des autos blindées belges battre la colonne d'ambulances automobiles russes successivement par (15-0), (4-1) et (10-0). Ils partagèrent également l'enjeu (2-2) face à leurs voisins d'outre-Moerdijk à l'occasion d'une rencontre, comme toujours très disputée, devant 2 000 spectateurs et sous une météo clémente. De nombreuses rencontres eurent également lieu au Congo belge mais, si toutes ces rafales pacifiques que se tiraient les participants ne signifiaient pas grand-chose sur le plan sportif, elles allaient tout de même donner naissance au Challenge Kentish qui oppose les équipes militaires anglaise, française, belge et, depuis 1986, néerlandaise et qui allait remporter un immense succès populaire.
Jusque-là considérée par la population bourgeoise comme un jeu brutal et grossier, cette discipline sportive qu'est le football et qui était auparavant principalement pratiquée par la classe aisée, ne connut sa véritable démocratisation que pendant la Guerre 14-18 qui joua dès lors un rôle capital dans son développement.

### Saison 1919
L'équipe de Belgique de football ne s'était plus produite officiellement depuis cinq ans lorsque se déroule le match de reprise, le 9 mars 1919, contre la France. L'équipe alignée fut calquée sur celle qui, en 1917, s'était distinguée au Tournoi du Havre avec un absent toutefois : Dominique Baes, l'un des meilleurs éléments belge, avait en effet été tué sur le front pendant les tout derniers jours du conflit. Il y avait autant de monde à l'extérieur qu'à l'intérieur du stade du Racing pour voir les deux équipes se quitter dos à dos (2-2). Les deux buts français furent inscrits par Gabriel Hanot qui livrait là sa dernière rencontre et allait ensuite embrasser la carrière de journaliste. Avec ses collègues de L'Équipe, il allait plus tard être à l'origine du lancement de la « Coupe d'Europe des clubs champions », connue aujourd'hui sous le nom de Ligue des champions de l'UEFA, et du « Ballon d'or ».

## Le match
| Match amical                                                 | Belgique                      | 2 - 2   | France        | Stade du Vivier d'Oie Uccle, Belgique                 |                                                       |
| 9 mars 1919 · 15:30 heure locale · Historique des rencontres | Michel 3e · Gamblin 75e (csc) | (1 – 0) | Hanot 80e 88e | Spectateurs : 25 000 Arbitrage : Christiaan Groothoff | Spectateurs : 25 000 Arbitrage : Christiaan Groothoff |
| 9 mars 1919 · 15:30 heure locale · Historique des rencontres | Rapport                       |         |               | Spectateurs : 25 000 Arbitrage : Christiaan Groothoff | Spectateurs : 25 000 Arbitrage : Christiaan Groothoff |

## Les joueurs
| Joueurs              | Joueurs                  | Amical |
| -------------------- | ------------------------ | ------ |
| Gardiens de but      |                          |        |
| Henri Leroy          | Union Saint-Gilloise     | 90     |
| Défenseurs           |                          |        |
| Armand Swartenbroeks | Daring Club de Bruxelles | 90     |
| Oscar Verbeeck       | Union Saint-Gilloise     | 90     |
| Milieux              |                          |        |
| Joseph Musch         | Union Saint-Gilloise     | 45e    |
| François Moucheron   | Daring Club de Bruxelles | 90     |
| Joseph Thys          | Union Saint-Gilloise     | 90     |
| Louis Bessems        | Daring Club de Bruxelles | 90     |
| Attaquants           |                          |        |
| Robert Coppée        | Union Saint-Gilloise     | 90     |
| Honoré Vlamynck      | Daring Club de Bruxelles | 90     |
| Georges Michel       | Léopold Football Club    | 90 ,   |
| Georges Hebdin       | Union Saint-Gilloise     | 90     |
| Louis Van Hege       | Union Saint-Gilloise     | 46e    |

1. 1 2  Dernière sélection officielle pour le joueur.
2. 1 2 3 4 5  Première sélection officielle pour le joueur.
3. ↑  Premier but officiel pour le joueur.

## Sources